# Tabanus parvicallosus
Tabanus parvicallosus är en tvåvingeart som beskrevs av Ricardo 1914. Tabanus parvicallosus ingår i släktet Tabanus och familjen bromsar. Inga underarter finns listade i Catalogue of Life.